# Halberg & Friends
Halberg & Friends er et dansk rock-/popband startet i 2013 af Poul Halberg. Repertoiret er fortrinsvis sange fra Halberg Larsen og RayDeeOhhs bagkatalog. 

## Besætning
- Poul Halberg: guitar, vokal
- Heidi Degn: vokal
- Jette Schandorf: bas, kor
- Jesper Thomsen : trommer
- Gorm Bülow: keyboards